# Mogielnica
Pour les articles homonymes, voir Mogielnica (homonymie).
Mogielnica (prononciation : [mɔɡʲɛlˈɲit͡sa]) est une ville polonaise de le powiat de Grójec de la voïvodie de Mazovie dans le centre de la Pologne.
Elle est située à environ 66 kilomètres au sud de Varsovie, capitale de la Pologne
Elle est le siège administratif de la commune de Mogielnica.

## Histoire
Établie comme village en 1249, Mogielnica reçoit le statut de ville en 1317.
De 1975 à 1998, la ville appartenait administrativement à la voïvodie de Radom.

## Galerie

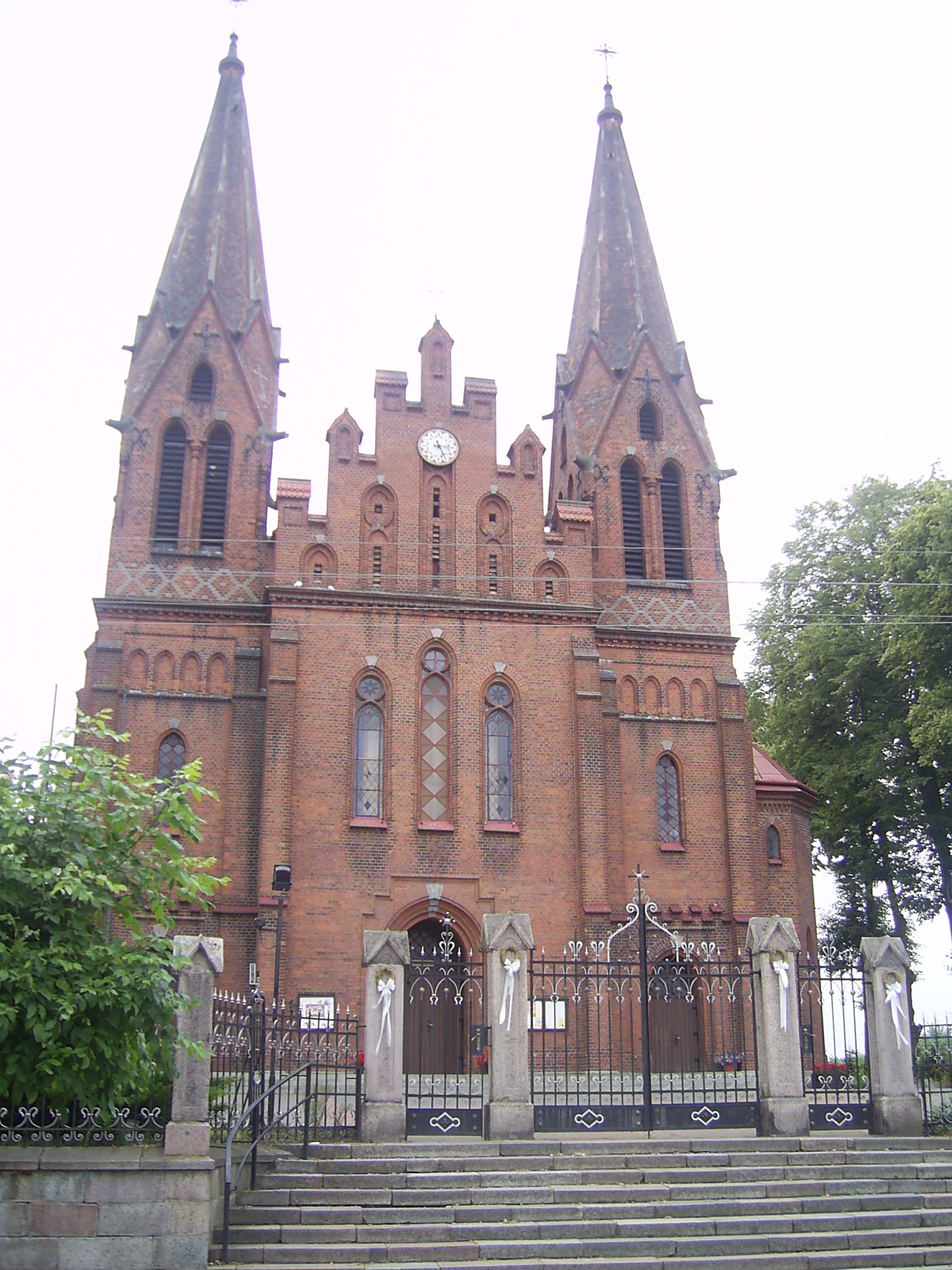
Église de Saint-Florian.
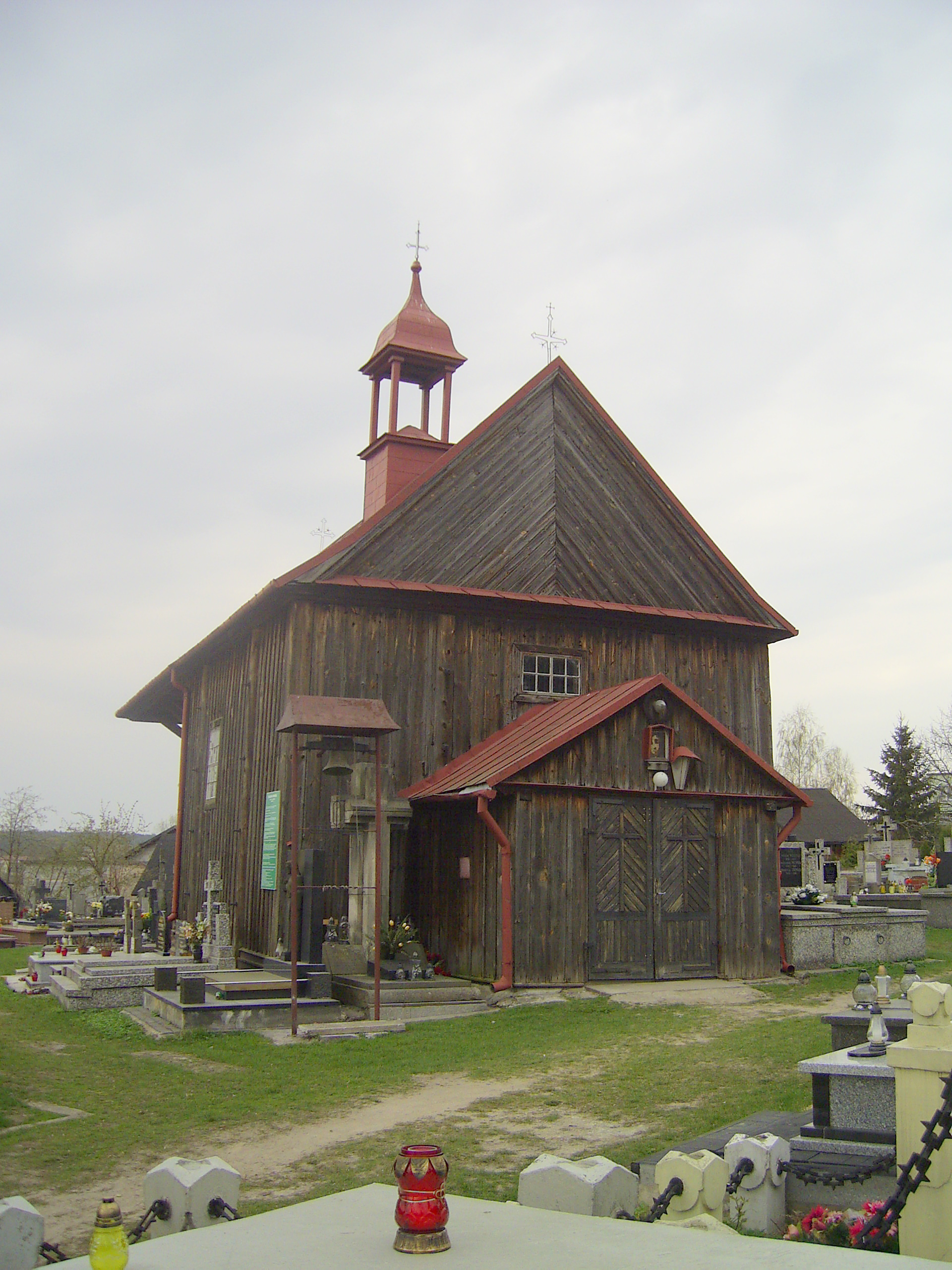
Église de la Sainte Trinité du dix-huitième siècle.
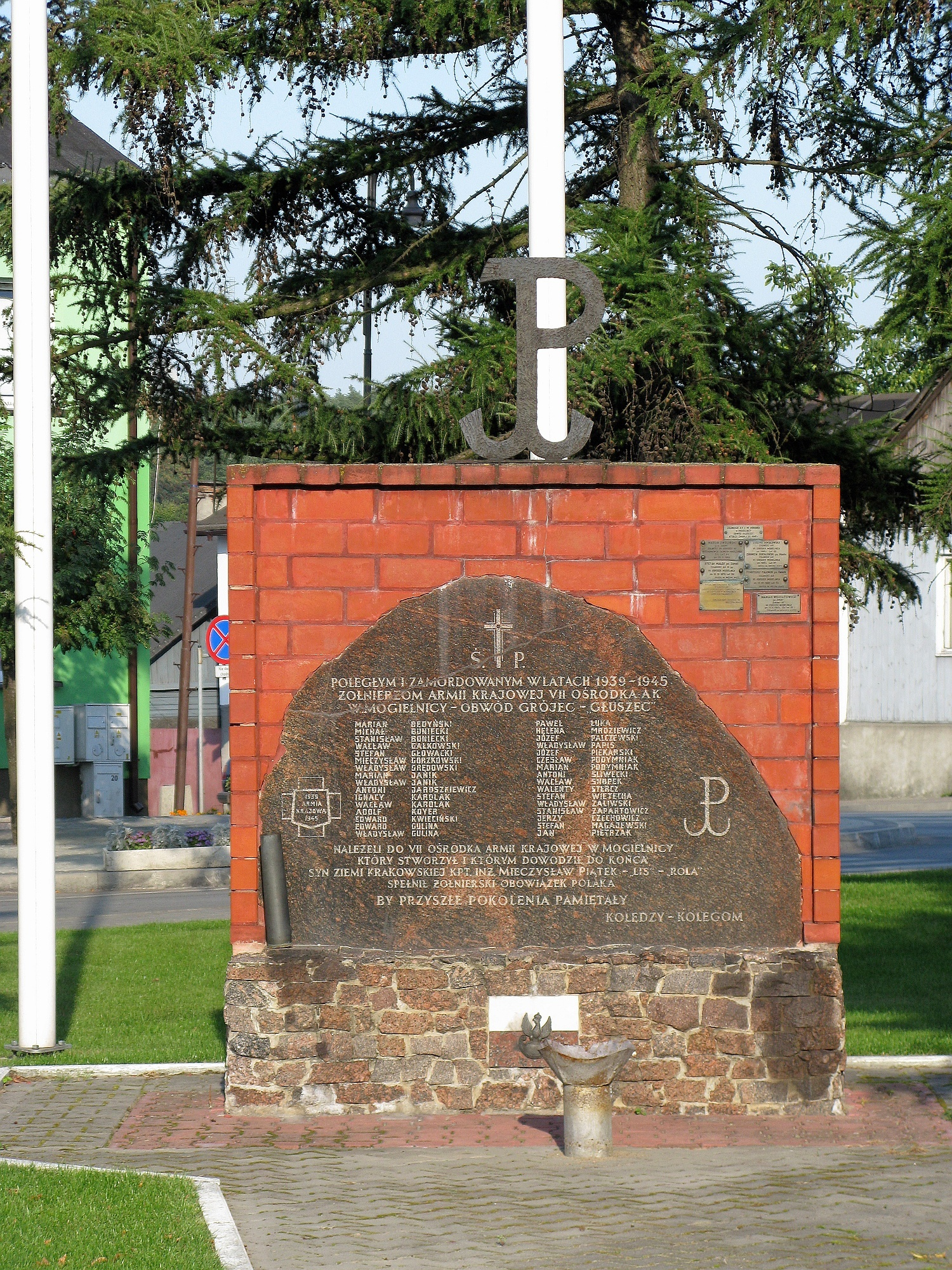
Plaque commémorative des victimes de la Seconde Guerre mondiale.
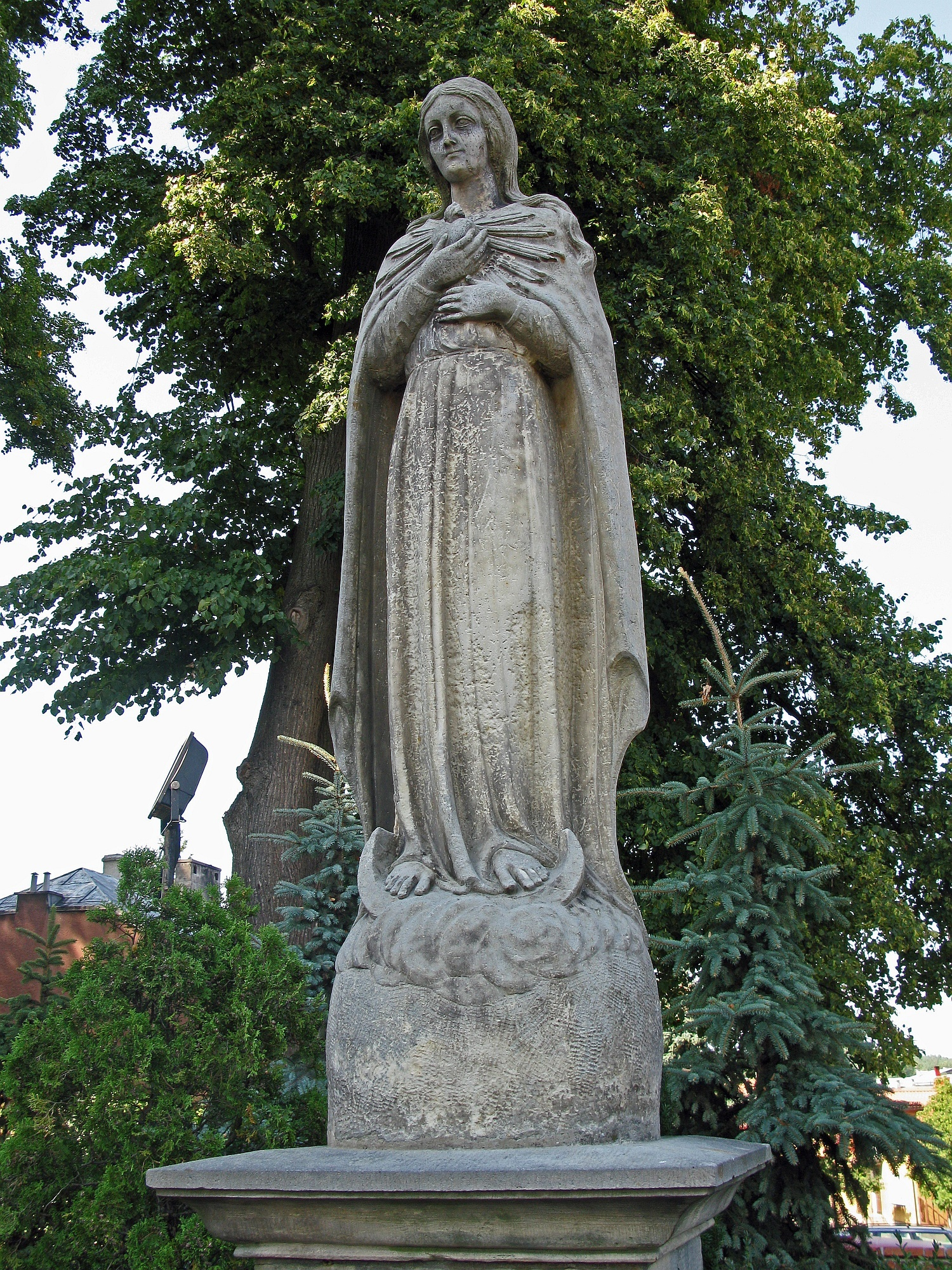
Statue de Notre-Dame.